# 肯尼迪 (明尼蘇達州)
肯尼迪（英語：Kennedy）是一個位於美國明尼蘇達州基特遜縣的城市。

## 歷史
肯尼迪的郵局自1881年營運至今。此地得名自企業家及慈善家約翰·斯圖爾特·肯尼迪（John Stewart Kennedy）。

## 人口
根據2020年美國人口普查的數據，肯尼迪的面積為1.16平方千米，皆為陸地。當地共有人口176人，而人口密度為每平方千米152人。